# Amtsbezirk Trachselwald
Der Amtsbezirk Trachselwald war bis zum 31. Dezember 2009 eine Verwaltungseinheit mit Hauptort Trachselwald im Schweizer Kanton Bern. 
Der Amtsbezirk umfasste zehn Gemeinden mit 23'279 Einwohnern (Stand 31. Dezember 2008) auf 191,04 km².
Sitz des Regierungsstatthalters war das Schloss Trachselwald. Seit 2010 bilden die ehemaligen Amtsbezirke Trachselwald und Signau den Verwaltungskreis Emmental.

## Gemeinden
| Name der Gemeinde     | Einwohner (31. Dez. 2008) | Fläche in km² | Einwohner pro km² |
| --------------------- | ------------------------- | ------------- | ----------------- |
| Affoltern im Emmental | 1'161                     | 11,51         | 101               |
| Dürrenroth            | 1'049                     | 14,13         | 74                |
| Eriswil               | 1'373                     | 11,34         | 121               |
| Huttwil               | 4'690                     | 17,24         | 272               |
| Lützelflüh            | 4'123                     | 26,87         | 153               |
| Rüegsau               | 3'031                     | 15,06         | 201               |
| Sumiswald             | 5'084                     | 59,34         | 86                |
| Trachselwald          | 1'038                     | 15,96         | 65                |
| Walterswil            | 558                       | 7,90          | 71                |
| Wyssachen             | 1'172                     | 11,69         | 100               |
| Total (10)            | 23'279                    | 191,04        | 122               |

## Veränderungen im Gemeindebestand

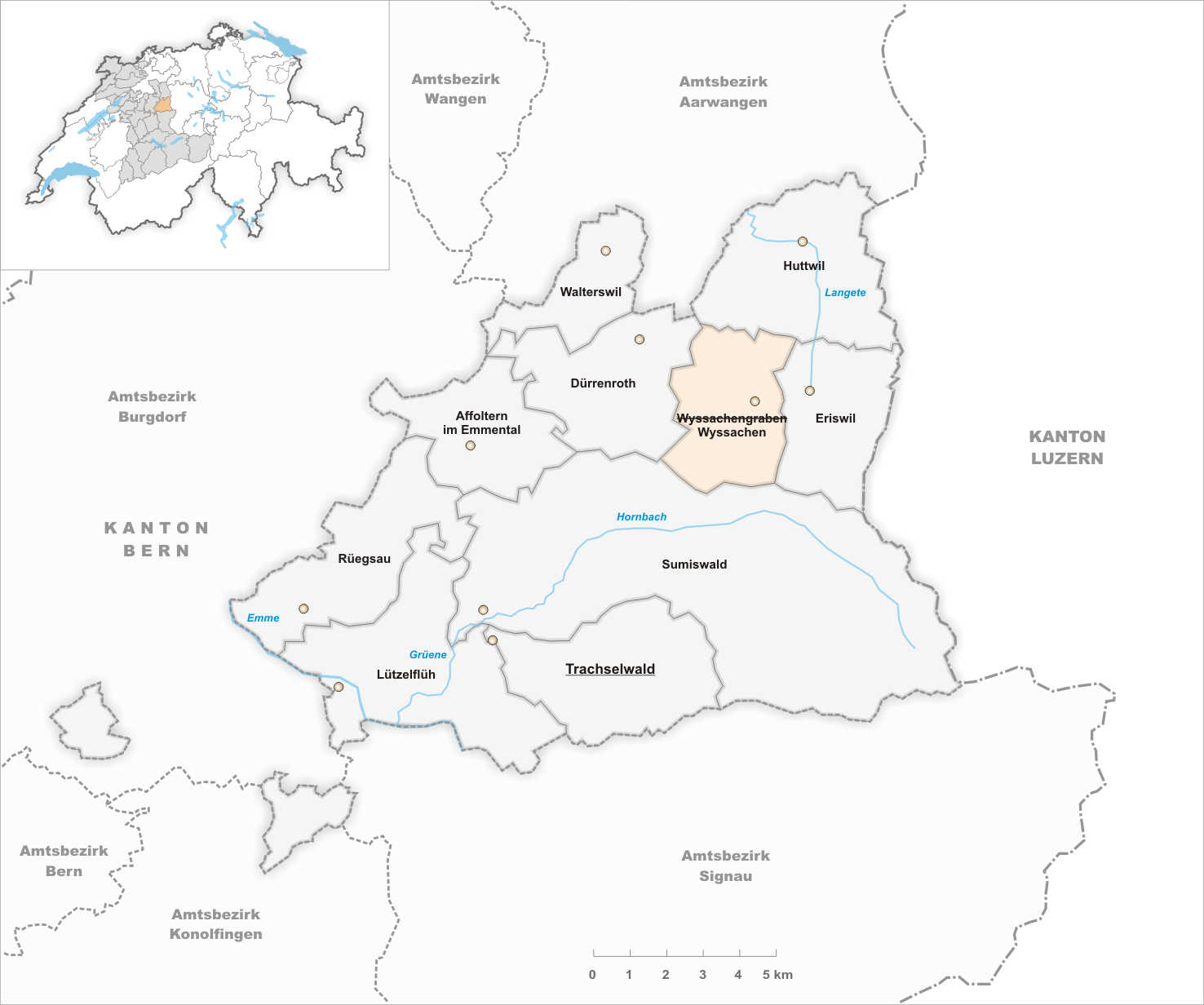
Gemeinden bis 1907
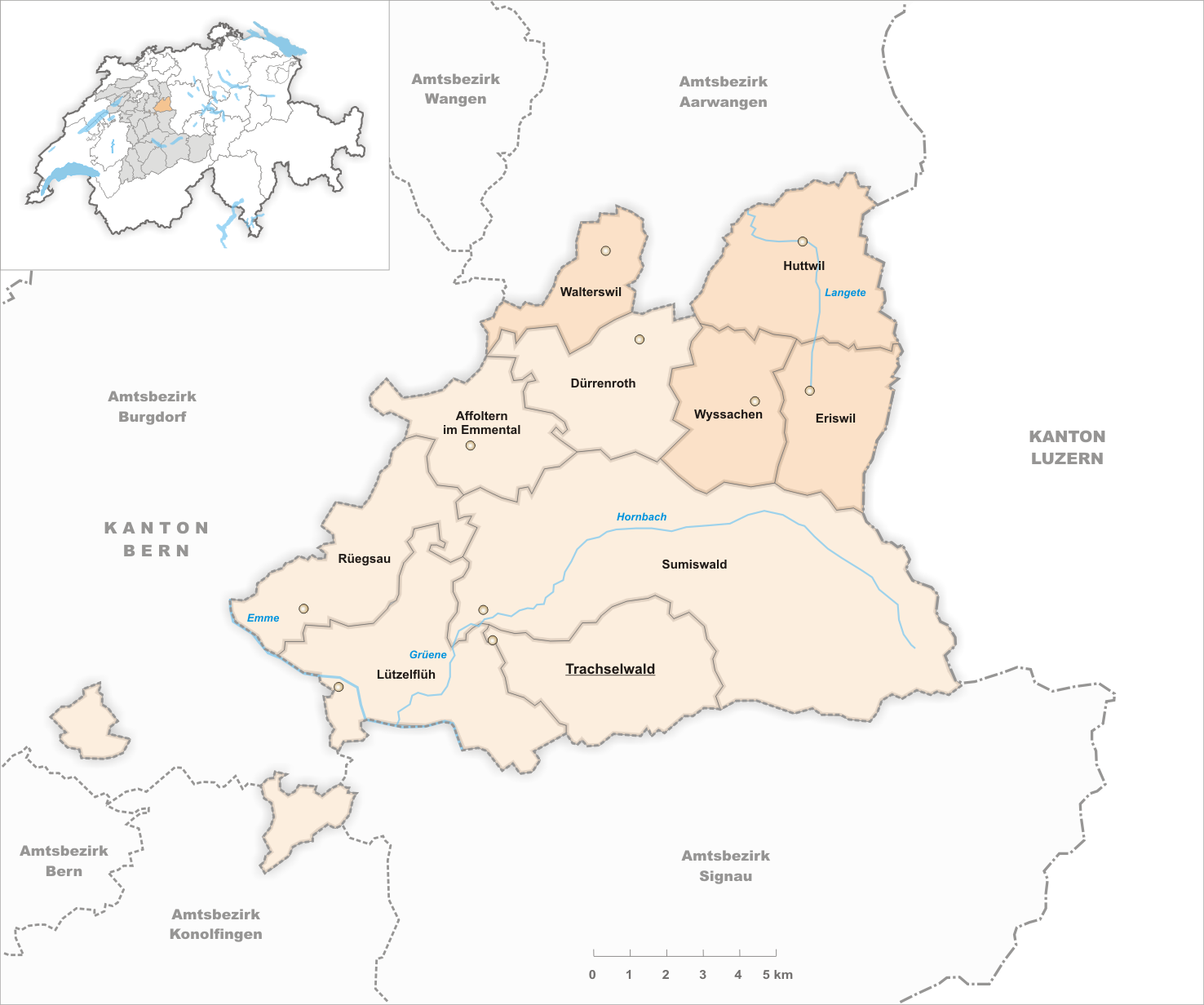
Gemeinden bis 2009

- 1908: Namensänderung Wyssachengraben → Wyssachen
- 2010: Bezirkswechsel Eriswil, Huttwil, Walterswil und Wyssachen vom Amtsbezirk Trachselwald → Verwaltungskreis Oberaargau
- 2010: Bezirkswechsel Affoltern im Emmental, Dürrenroth, Lützelflüh, Rüegsau, Sumiswald und Trachselwald vom Amtsbezirk Trachselwald → Verwaltungskreis Emmental